# ドルアーガの塔 〜the Phantom of GILGAMESH〜
『ドルアーガの塔〜the Phantom of GILGAMESH〜』（ドルアーガのとう ザ・ファントム・オブ・ギルガメス）は、かつてウィローエンターテイメントが運営していたMMORPG（一部MORPG）。
ナムコ（後のバンダイナムコエンターテインメント）のアーケードゲーム『ドルアーガの塔』をモチーフに、テレビアニメ『ドルアーガの塔〜the Aegis of URUK〜』とのクロスメディアプロジェクトとして運営開始。クローズドβテストが2007年12月に行われ、2008年3月からのオープンβテストを経て、4月1日に正式サービス開始。2016年4月1日をもって、運営を終了した。
2013年10月9日までは『ドルアーガの塔〜The Recovery of BABYLIM〜』のタイトルで運営されていた。

## 概要
開発はキューエンタテインメント、運営はロッソインデックス（旧・ゴンゾロッソ）→2012年5月1日よりウィローエンターテイメントに移管。原作『ドルアーガの塔』の開発者・遠藤雅伸がスーパーバイザーを務めており、ゲーム中にも自身の専用キャラクター「遠藤雅伸 ★」でログインしている。
原作より後の時代を舞台とする、「バビロニアン・キャッスル・サーガ」の外伝という位置付け。ゲーム内のNPCが語るところに拠れば、ドルアーガの塔を脱出したギルガメスとカイが、「まだやり残したことがある」と言い残して旅立ち、行方不明となっている。そのため宰相「サルゴン」が二人の留守を預かっているとされるため、時期としては『ザ・ブルークリスタルロッド』とほぼ同時期と考えられる。また、アニメ版『ドルアーガの塔 〜the Aegis of URUK〜』などから見て80年前の世界とされる。
MMORPGとMORPGの2つの要素を併せ持つことで、初心者からベテランまで楽しめると謳われている。また、昨今のオンラインゲームの主流である「基本プレイ料金無料、アイテム課金」制を採っている。

### システム
ゲームシステムはオーソドックスなMMORPGで、『エバークエスト』や『ファイナルファンタジーXI』などと同様である。以下、本作独自の要素を記載する。
- ドルアーガの塔
サービス開始時より実装。塔の中はMORPG形式となっており、自身のパーティー以外のプレイヤーは存在しない。
塔はパーティーメンバーのレベルが「階数の2倍」に設定される（1階ならレベル2、2階ならレベル4）。これにより、装備にレベル制限のある武器や防具も使用できなくなる。
登頂できるのは、パーティー内で最も低いレベルのプレイヤーキャラクターに合わせられる（端数切り捨て）。またレベルには上限（キャップ）があったため、おのずと登頂できる階には限界があった（2016年1月27日のアップデートで最上階まで開放された）。
各階には「エニグマ」と呼ばれる宝箱が存在しており、フロア内で条件を満たすことでエニグマが出現する。フロアによってはエニグマが複数存在するもの、特定のエニグマを出現させることで出現可能となるものもある。
塔では通常の報酬のほか「混沌の血」と呼ばれるものが手に入る。混沌の血は「サキュバスの窟」にて使う。
- サキュバスの窟
ドルアーガの塔の近くに存在するダンジョン。2009年8月31日に一度実装された[3]ものの、不具合の発生により閉鎖。公開テストを経て2010年2月3日に再公開された[4]。塔と同じく、MORPG形式でパーティーメンバー以外は存在しない。
ダンジョンの探索には時間制限があり、時間内に脱出できないと強制的に退出させられ、中で獲得したアイテムはすべて没収される。制限時間はパーティーの人数が多いほど増えるほか、ダンジョンに入る前に「混沌の血」を使うことで延長できる。
ダンジョンはおもに部屋と通路で構成され、部屋には宝箱や敵、下層階に移動できる「深淵の穴」が存在する。宝箱は敵を倒すと落とすこともある。
ダンジョン内にはトラップが仕掛けられ、踏むとしばらく動けなくなる、移動速度が遅くなるなどのマイナス効果を受ける。
「深淵の穴」に入ると、「大地の甘い水」というフロアに入ることがある。入った時点で制限時間が少し増えるほか、地上に戻るかさらに下層階に移動するかを選択できる。なお、地上に戻るには必ず「大地の甘い水」から戻らなければならない（ダンジョンの最下層は必ず「大地の甘い水」となる）。
「大地の甘い水」から地上に戻ると、獲得したアイテムを持ち帰ることができる（ダンジョン内専用アイテムを除く）。ただし、複数人のパーティーで探索した際、アイテムは分配される。アイテムは一部を除き、未鑑定状態となっており、地上で鑑定する必要がある。鑑定はNPCの鑑定士が行うが、成功確率により5つのランクに分かれており、成功率の高い鑑定ほど高額となる。なお、鑑定に失敗したアイテムは「ポケットティッシュ」となる。
- 幻の塔

## 主な用語

### 登場人物
- プリンス・ギルガメス（ギル）

原作『ドルアーガの塔』、『ザ・ブルークリスタルロッド』の主人公でプレイヤーキャラクター。先王マーダックの息子であり王太子。後のバビリム国王／ウルク国王ではあるが、本作時点では即位前。ゲーム内ではNPCによる発言にその名が見られるが、上記のとおりゲーム内での登場は無し。
- カイ

原作『カイの冒険』、『イシターの復活』の主人公でプレイヤーキャラクター。イシター神殿の巫女で、後のギルの后。ギル同様ゲーム内での登場は無し。
- サルゴン

バビリム国宰相。ギルの親友とされ、ギルとカイの留守を守る。実在したサルゴン王から。 初出は『ザ・ブルークリスタルロッド』
- バララント

スーマール帝国皇帝。邪神アンシャーに操られ、バビリム国を征服・蹂躙し初代「ドルアーガの塔」の元となった塔を建設した張本人。皇帝本人に対するゲーム内での言及は無いが、スーマール帝国はバビリム国よりも武器などが優れるほか魔法科学が発達していると度々言及され、課金アイテム等に「スーマール産」の文字が多くみられる。

### 神
本世界の「神」は概念ではなく、数十メートルの身長を持つ巨人として古の時代に戦ったとされ、フィールド「神々の古戦場」等に神が使った武器、神の用いたチャリオットを引いたユニコーンが着用していたと思われる馬用の鎧などの巨大な遺物が地形オブジェクトとして散在している。神話上の巨人、神々の間での争いなどギリシア神話的な要素も散見される。
- アヌ

本世界の太陽神、最高神。メソポタミア神話における同名の神から。スーマール帝国が建設した「塔」を神罰の雷で破壊した。アニメ版1期で言及された「アヌの夏」とは、この神の力が強まることによる邪神やモンスターの弱体化を指す言葉で、5年に一度の割合で訪れるとされるが、ゲーム内ではおおむね夏休み期間中にあたる期間を「アヌの夏」と称して塔内のボスモンスターの弱体化を行っている。
- イシター

愛と戦いの女神。ゲーム内には開始地点のラジャフ村および王都バビリム市に神殿が、ラジャフ村とキシュア村の間に広がる「迷いの森」の聖域と呼ばれるフィールドとバビリム市に巨大な立像がそびえる。元ネタとなったイシュタルのように性愛を司るのかは不明。原作における主人公たちのみならず、本ゲーム内の冒険者(=プレイヤー)にも加護を与える存在としてたびたび言及される。『ザ・ブルークリスタルロッド』やPCエンジン版『ドルアーガの塔』のように、プレイヤーにヒントを与える存在ではない。
- ガールー

炎の化身とされ、戦いと正義を司る闘神。バビリム市の北東方向にある「空中神殿」に座す。「ナラクの民」と呼ばれる遊牧と金属加工に長けた異民族が奉る神で、プレイヤーにとっては二次職への転職とそれに伴うクラスチェンジの課題を課す神として関わる。初出は『ザ・ブルークリスタルロッド』。この神が身に着ける炎を模した具足は課金ガチャなどで入手可能。空中神殿の着想はバビロンの空中庭園からか。
- ドルアーガ

邪神。『カイの冒険』でカイを石に変え幽閉した。原作『ドルアーガの塔』でギルによって滅ぼされたはずが復活したため「ドルアーガの塔」も復活した。2011年10月現在ゲーム内では未実装ではあるが、アニメ1期での描写を踏まえると塔の上部に座していると考えられる。
- サキュバス

「ドルアーガの腹心」を自称する夢魔。本人はモンスターとしては登場しないが「ドルアーガの塔」の地下に「サキュバスの窟（あな）」と呼ばれるMOダンジョンが存在する。また彼女がアニメで登場した際のコスチュームは、課金ガチャや生産によって入手可能。
- アンシャー

邪神。スーマール帝国のバビリム侵攻等、本世界の戦乱を招いた張本人。2011年8月に実装されたフィールド「闇神の地下道」はアンシャーがゲーム世界全体を侵略するために作った地下トンネルとされている。また塔内で謎を解くと出現する宝箱にはこの邪神の名を冠したアイテムが含まれることがあり、これを集めることで課金アイテムの一部を課金せずに得ることができる。初出は『ザ・ブルークリスタルロッド』。
- ナーガル

黄泉の国を司る神。本ゲーム内ではデスペナルティーを軽減するためのアイテム名に用いられる。初出は『ザ・ブルークリスタルロッド』。

### 地名
- エリシュ大陸

本作の舞台。
- ユーフレイト川

ユーフラテス川から。
- シッパル湖

ユーフレイト川の水源の一つ。メソポタミアの都市国家「シッパル」から。
- ウルク街道

メソポタミアの都市国家「ウルク」から。

## メディアミックス
クロスメディアプロジェクト
運営会社のゴンゾロッソと同じGDH傘下のゴンゾ制作によるアニメーション、『ドルアーガの塔 〜the Aegis of URUK〜』との連動企画であることが発表されている。
また、本ゲーム内でのプレイヤーの行動が、アニメーションの方へ影響を与える可能性がある事など、その連動性を強調している。
いくら丼食べまくりキャンペーン
『ドルアーガの塔』の通常フロアBGMが「いくら丼が食べたかったなー」に聴こえる空耳は当時のプレイヤーの間のネタであり、これをモチーフにした動画『おなかすいたうた』がニコニコ動画で公開された。これを受けてか本ゲーム正式サービス、およびアニメ『ドルアーガの塔 〜the Aegis of URUK〜』放映開始に合わせて「いくら丼食べまくりキャンペーン」が行われた。
『らき☆すた』とのコラボレーション
『らき☆すた』の主人公、泉こなたが『ドルアーガの塔 〜the Aegis of URUK〜』のネットラジオ番組「塔聴!!ドルアーガ」でのアイテム案募集コーナーに投稿、それが採用されたという設定で、2009年4月1日より「くぉっくすのしりもち。」をアイテムとして実装している。『らき☆すた』作中ではこなたが投稿したことになっているが、過去の同作中での読者コーナーへの投稿は作者の美水かがみがこなた名義で送った物であるため、今回のアイテムは実質美水デザインのものと考えられる。

## 運営状況
2008年
サービス開始当初は、アニメをはじめとするコラボレーションを実施し、テレビCMも放映するなど、多彩なプロモーションを行ってきた。
7月30日には、遠藤雅伸による高額アイテムショップ「ボッタクル商店」が開店。また同年10月10日が、初めて「塔の日」と銘打たれイベントが行われた。
2009年
ジーパラドットコムにて行われた「オンラインゲーム人気投票2009」では3位に入るなど、一定の支持を集める。一方、目玉コンテンツであった「サキュバスの窟」の実装が予定より遅れたうえ、不具合により長期間閉鎖されるなどの運営上の問題が生じた。プレイヤーからは不満や改善要望が高まり、同年10月より運営スタッフとゲーム内で直接対話する「ドルアーガの塔論会」も開催された。
2010年
この年より毎月10日が「塔の日」となり、何らかの特典が得られる日となる。
3月19日、スーパーバイザーの遠藤が前年のアニメに触発され、ストーリーを「the Origin of URUK（ウルクのあけぼの）」としてリライト。また「開発・運営に全面的にコミット」し、新エピッククエストや新システム、新マップなどの実装が予告された。
9月8日には、レイドボスと戦う「大魔導の結界」を実装、10月6日には今後のアップデートマイルストーンが示された。一方で、「オンラインゲーム人気投票2010」では8位に終わった。
2011年
5月12日、大規模対人戦(RvR)「オフランディヴィーヌ闘戯会」の実装と、それにともなう公開テストの実施が告知され、テストを経て12月7日に実装、12月11日に初開催となった。
一方で、「有言実行！オンラインゲーム公約付ランキング2011」において「エントリーの継続が困難となる事象が発生」したためエントリーを辞退。その公約内容は、後日無条件で実施された。
2012年
5月1日をもって、運営がウィローエンターテイメントに移管。9月12日、突如ドルアーガの塔の姿が遠藤のプレイヤーキャラに変化。また、12月19日よりテレビアニメ『モーレツ宇宙海賊』とのコラボレーションを開始。
なお、この年からは10月10日のみ「超塔の日」となった。
10月31日より公式twitterを運用開始、また公式ハッシュタグ「#mmodruaga」が定められる。
「オンラインゲーム人気投票2012」では再び8位に返り咲き、翌2013年2月に公約が実行された。
2013年
1月30日、遠藤監修による「ボッタクルバス」実装。マップの特定地点間を瞬時に移動でき、同性質のNPC「星海の管理人」よりも高額なぶん、さらに多彩な場所に停留所が置かれている。また有効期間内なら何度でも利用できる定期券も販売。
3月27日には今後の大型アップデート予定が公開され、ドルアーガの塔を改修する「Re:form」と、お洒落装備スロットの追加が告知された。
8月25日、ファンミーティング「「ドルアーガの塔」ファンミーティング2013」を開催。抽選で50名のプレイヤーが招待され、遠藤やプロデューサーによる今後のアップデート予定の告知やディスカッション等の催しが行われた。
9月14日、今後の新展開を見据えサブタイトルの変更を告知、その案の公募を開始。10月10日、超塔の日のイベントにて、タイトルを『〜the Phantom of GILGAMESH〜』に改めることを発表、また新コンテンツ「幻の塔」の実装が告知された。。
2014年
前年実装予定の「幻の塔」が、二度の延期を経て2月14日に実装。
7月9日、8月中のレベル120までの開放とドルアーガの実装が告知されたが、実装は見送られ、以降アイテムの追加やガチャのラインナップ更新といった小規模なアップデートに終始することとなる。
2015年
4月8日、7周年を記念して「7周年記念メダル」が塔内で手に入るようになる。このイベントは幾度も期間が延長された末、7月8日に「無期限延長」が告知された。
2016年
1月20日、レベル120が開放され、同月27日にドルアーガが実装された。
3月13日、ドルアーガが討伐。同月16日、2016年3月いっぱいをもってサービスを終了する旨が告知された。
4月1日午前0時をもって運営終了。